# With Fear I Kiss the Burning Darkness
With Fear I Kiss The Burning Darkness es el segundo álbum de estudio de la banda sueca At the Gates. Fue lanzado en conjunción con un relanzamiento de su álbum anterior The Red in the Sky Is Ours en 1993, y relanzado con temas adicionales en 2003.

## Trasfondo
Anders Björler, describió a With Fear I Kiss the Burning Darkness como "el álbum más oscuro de At the Gates", considerando la producción del álbum como "más pesada" que el anterior.
Tomas Lindberg, comentó a cerca de la cubierta: "Esta portada [...] es probablemente mi favorita. Es una pieza de arte realizada por el autor, artista y compositor sueco Åke Hodell. La obra se llama "220 Volt Buddha". Åke nos permitió utilizarla sin costo alguno, después de investigar nuestra música y enfoque, por lo que comprendió que no eramos una gran banda comercial. Ha realizado numerosas piezas de música abstracta, ha sido escritor de programas de radio y novelas. Podría ser considerado un modernista en la línea de Vladimir Mayakovsky. Fue un honor para mi el trabajar con el y siento que esos tonos azules encajaron perfectamente con la abstracción de la música contenida en el álbum. Se le echa mucho de menos."[cita requerida]

## Lista de canciones
Todas las letras escritas por Tomas Lindberg, except where noted, toda la música compuesta por Alf Svensson and Anders Björler, except where noted. 
| N.º | Título                                                                                               | Duración |  |
| 1.  | «Beyond Good and Evil»                                                                               | 2:42     |  |
| 2.  | «Raped by the Light of Christ»                                                                       | 2:58     |  |
| 3.  | «The Break of Autumn»                                                                                | 4:59     |  |
| 4.  | «Non-Divine»                                                                                         | 4:44     |  |
| 5.  | «Primal Breath»                                                                                      | 7:22     |  |
| 6.  | «The Architects»                                                                                     | 3:30     |  |
| 7.  | «Stardrowned»                                                                                        | 4:02     |  |
| 8.  | «Blood of the Sunsets»                                                                               | 4:33     |  |
| 9.  | «The Burning Darkness»                                                                               | 2:16     |  |
| 10. | «Ever-Opening Flower»                                                                                | 4:59     |  |
| 11. | «Through the Red» (contiene una versión oculta de la canción "The Nightmare Continues" de Discharge) | 3:26     |  |

| 2003 pista adiconal, relanzamiento |                                                                       |          |  |
| N.º                                | Título                                                                | Duración |  |
| 12.                                | «Neverwhere» (Live)                                                   | 6:04     |  |
| 13.                                | «Beyond Good and Evil» (Live)                                         | 2:42     |  |
| 14.                                | «The Architects» (Demo)                                               | 3:29     |  |
| 15.                                | «The Nightmare Continues (cover de "Discharge") (tema oculto)» (Demo) | 1:15     |  |

## Créditos
At the Gates
- Anders Björler − guitarra
- Jonas Björler − bajo
- Adrian Erlandsson − batería
- Alf Svensson − guitarra
- Tomas Lindberg − voz

Personal adiciona
- Matti Kärki (Dismember) − voz en "Ever-Opening Flower"
- Åke Hodell − arte y diseño
- Noel Summerville − masterización
- Eric Gunewall − fotografía
- Tomas Skogsberg − producción
- Fred Estby, Lars Linden, Tomas Skogsberg − grabación